# Kodály-Chor Hamburg

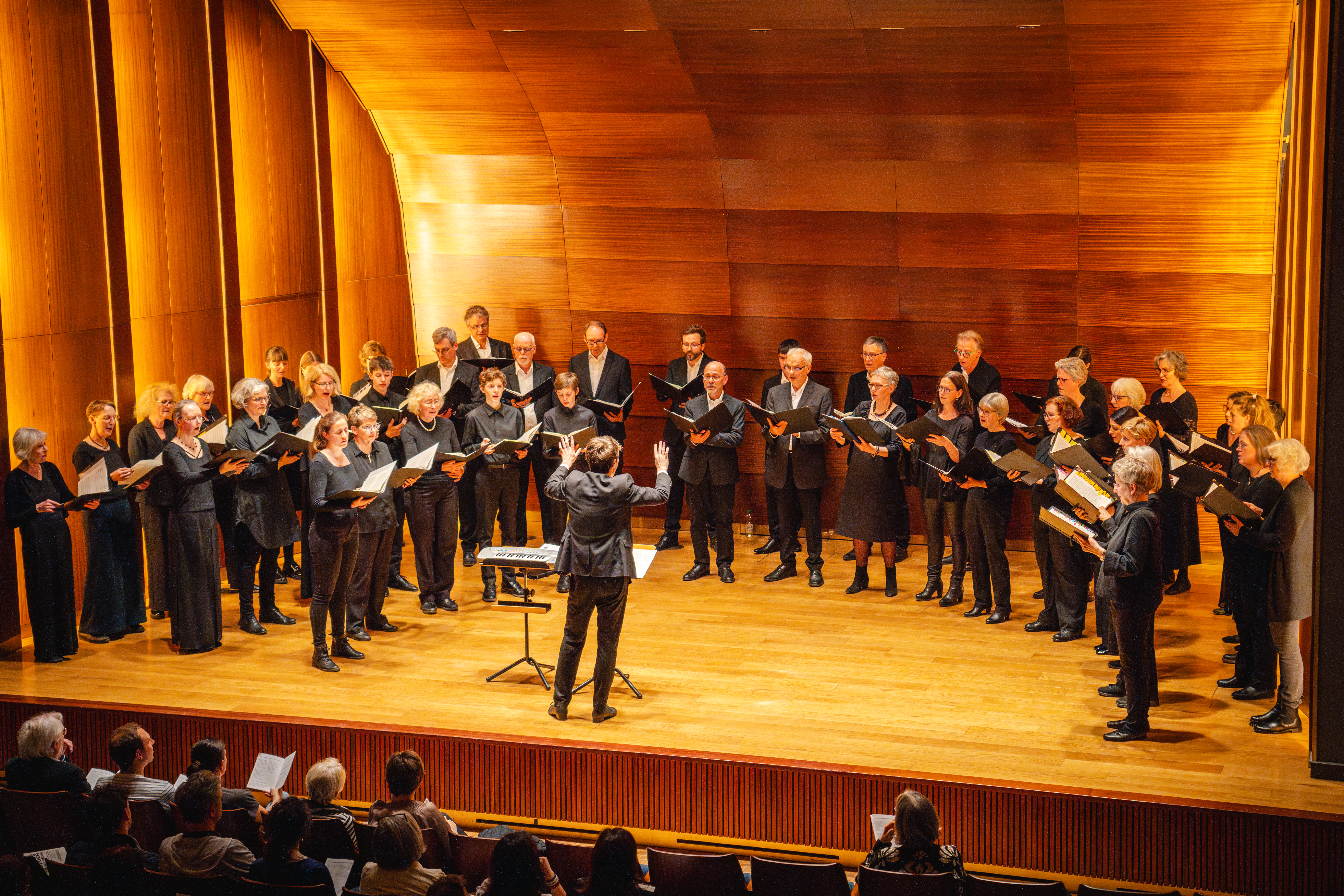
Auftritt in der Laeiszhalle am 27. April 2024

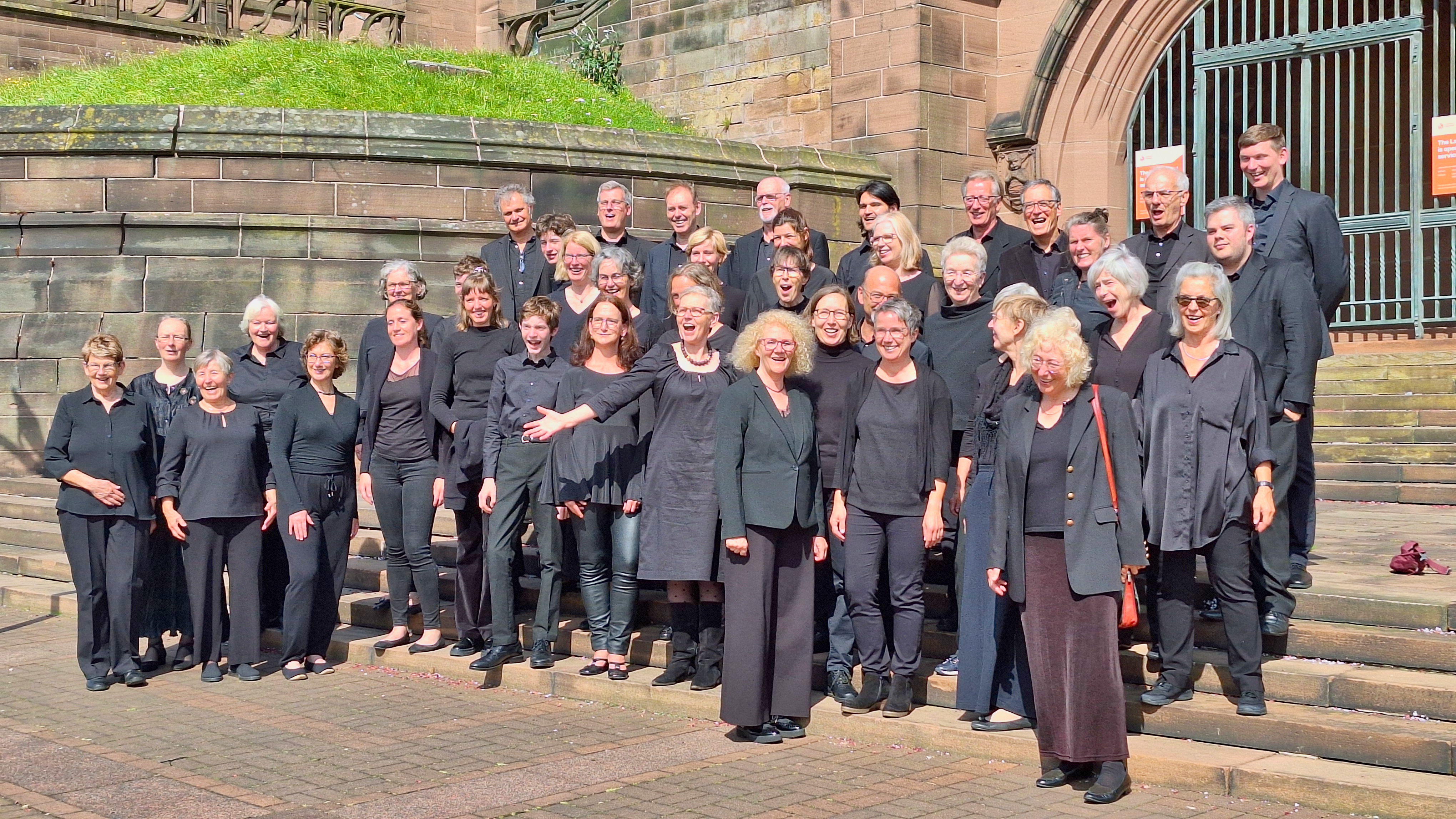
Der Chor 2024 in Liverpool

Der Kodály-Chor Hamburg wurde am 7. Februar 1972 gegründet. Er ist ein gemischter Chor, organisiert als gemeinnütziger Verein, und Mitglied im Chorverband Hamburg. Der Chor hat sich nach Zoltán Kodály benannt, um dadurch seine Verbundenheit mit einer für Laienchöre singbaren zeitgenössischen, aber auch mit einer folkloristisch beeinflussten Chormusik zu dokumentieren.

## Musikalische Leitung
Fritz Bultmann gründete den Chor 1972 und leitete ihn fast 39 Jahre lang bis Ende 2010. Er ist Ehrenmitglied des Kodály-Chores. Von 2011 bis 2021 leitete Eva Hage den Chor, und ab 2022 hat Kay Philipp Fuhrmann die musikalische Leitung des Chores.

## Konzertreisen
Rund 200 Aufführungsstätten in vielen Ländern hat der Kodály-Chor Hamburg seit seiner Gründung kennengelernt. Konzertreisen führten in die Niederlande, nach Ungarn, Polen, Estland, Lettland, Litauen, England, Spanien, Tschechien, Frankreich, Brasilien, Argentinien und in viele Städte Deutschlands.

## Wettbewerbe
Der Chor hat erfolgreich an vielen Chorwettbewerben teilgenommen. Er war mehrfach erster Preisträger bei den Hamburger Landeswettbewerben sowie Finalteilnehmer beim Deutschen Chorwettbewerb in Köln (1982), Hannover (1985), Regensburg (1998) und Osnabrück (2002).
1998 erhielt er den Sonderpreis der Stadt Regensburg für die beste Interpretation eines deutschen Volksliedes (In einem kühlen Grunde).
Internationale Chorwettbewerbe bestritt der Chor 1987 im niederländischen Arnheim (IKF 1987 Arnhem), 2005 beim 4. Internationalen Johannes-Brahms-Chorfestival und Wettbewerb (Musica Mundi) in Wernigerode (Kategoriesieger und Goldenes Diplom) und 2012 beim Wettbewerb des Deutschen Chorverbandes in Frankfurt (2. Preis der Kategorie Romantik A).
Der größte internationale Erfolg gelang 1989 mit einer Aufnahme des NDR beim Wettbewerb Let the Peoples Sing, dem Chorwettbewerb der Europäischen Rundfunkanstalten.
Der Chor wirkte in Fernsehsendungen des Südwestfunks (Offenburg 1992) und des NDR (Landesstudio Rostock 1995) mit. 2008 und 2012 nahm er am Chorfest des Deutschen Chorverbandes teil. 2016 stand unter dem Titel ¡magnificatango! die Hamburger Erstaufführung des Magnificats von Martín Palmeri auf dem Programm. Und 2018 präsentierte der Chor als deutsche Erstaufführung Lux Aeterna von Thomas Cornelius.